# Aprenentatge automàtic en física
L'aplicació de mètodes clàssics d'aprenentatge automàtic a l'estudi de sistemes quàntics és el focus d'una àrea emergent de la recerca en física. Un exemple bàsic d'això és la tomografia d'estat quàntic, on s'aprèn un estat quàntic a partir de la mesura.
Altres exemples inclouen l'aprenentatge dels hamiltonians, l'aprenentatge de transicions de fase quàntica, i la generació automàtica de nous experiments quàntics. L'aprenentatge automàtic clàssic és eficaç per processar grans quantitats de dades experimentals o calculades per caracteritzar un sistema quàntic desconegut, fent que la seva aplicació sigui útil en contextos com la teoria de la informació quàntica, el desenvolupament de tecnologies quàntiques i el disseny de materials computacionals. En aquest context, es pot utilitzar, per exemple, com a eina per interpolar potencials interatòmics precalculats o resoldre directament l'equació de Schrödinger amb un mètode variacional.

## Aplicacions de l'aprenentatge automàtic a la física

### Dades sorolloses
La capacitat de controlar i preparar experimentalment sistemes quàntics cada cop més complexos comporta una necessitat creixent de convertir conjunts de dades grans i sorollosos en informació significativa. Aquest és un problema que ja s'ha estudiat àmpliament en l'entorn clàssic i, en conseqüència, moltes tècniques d'aprenentatge automàtic existents es poden adaptar de manera natural per abordar de manera més eficient problemes rellevants experimentalment. Per exemple, els mètodes bayesians i els conceptes d'aprenentatge algorítmic es poden aplicar de manera fructífera per abordar la classificació d'estats quàntics, l'aprenentatge hamiltonià, i la caracterització d'una transformació unitària desconeguda. Altres problemes que s'han tractat amb aquest enfocament es mostren a la llista següent:
- Identificar un model precís per a la dinàmica d'un sistema quàntic, mitjançant la reconstrucció de l'Hamiltonià.
- Extracció d'informació sobre estats desconeguts.
- Aprenentatge de transformacions i mesures unitàries desconegudes.
- Enginyeria de portes quàntiques a partir de xarxes qubit amb interaccions per parelles, utilitzant hamiltonians dependents del temps o independents.
- Millora de la precisió d'extracció d'observables físics a partir d'imatges d'absorció d'àtoms ultrafreds (gas Fermi degenerat), mitjançant la generació d'un marc de referència ideal.

### Dades calculades i sense soroll
L'aprenentatge automàtic quàntic també es pot aplicar per accelerar dràsticament la predicció de les propietats quàntiques de molècules i materials. Això pot ser útil per al disseny computacional de noves molècules o materials. Alguns exemples inclouen
- Interpolació de potencials interatòmics.
- Inferir energies d'atomització molecular a través de l'espai compost químic.
- Superfícies d'energia potencial precises amb màquines Boltzmann restringides.
- Generació automàtica de nous experiments quàntics.
- Resolució de l'equació de Schrödinger de molts cossos, estàtica i depenent del temps.
- Identificació de transicions de fase a partir d'espectres d'entrellaçament.
- Generar esquemes de retroalimentació adaptativa per a metrologia quàntica i tomografia quàntica.[16]

### Circuits variacionals
Els circuits variacionals són una família d'algorismes que utilitzen l'entrenament basat en paràmetres del circuit i una funció objectiu. Els circuits variacionals es componen generalment d'un dispositiu clàssic que comunica paràmetres d'entrada (paràmetres aleatoris o entrenats prèviament) en un dispositiu quàntic, juntament amb una funció d'optimització matemàtica clàssica. Aquests circuits depenen molt de l'arquitectura del dispositiu quàntic proposat perquè els ajustos dels paràmetres s'ajusten únicament en funció dels components clàssics del dispositiu. Tot i que l'aplicació és considerablement infantil en el camp de l'aprenentatge automàtic quàntic, té una promesa increïblement alta per generar de manera més eficient funcions d'optimització eficients.

### Dinàmica de fluids
Les xarxes neuronals informades per la física s'han utilitzat per resoldre equacions diferencials parcials tant en problemes directes com inversos d'una manera basada en dades. Un exemple és el flux de fluids de reconstrucció governat per les equacions de Navier-Stokes. L'ús de xarxes neuronals informades sobre la física no requereix la generació de malles sovint costosa en què es basen els mètodes CFD convencionals.

### Descobriment i predicció de la física
Es va informar d'un sistema d'aprenentatge profund per aprendre física intuïtiva a partir de dades visuals (d'entorns virtuals 3D) basat en un enfocament no publicat inspirat en estudis de cognició visual en nadons. Altres investigadors han desenvolupat un algorisme d'aprenentatge automàtic que podria descobrir conjunts de variables bàsiques de diversos sistemes físics i predir la dinàmica futura dels sistemes a partir d'enregistraments de vídeo del seu comportament. En el futur, és possible que es pugui utilitzar per automatitzar el descobriment de lleis físiques de sistemes complexos. Més enllà del descobriment i la predicció, l'aprenentatge del tipus "piassarra en blanc" d'aspectes fonamentals del món físic pot tenir més aplicacions com ara millorar la intel·ligència general artificial adaptativa i àmplia. En concret, els models d'aprenentatge automàtic anteriors eren "altament especialitzats i no tenen una comprensió general del món".